# 羅索希 (舊桑博爾區)
49°26′33″N 22°46′57″E / 49.44250°N 22.78250°E
羅索希（烏克蘭語：Росохи），是烏克蘭西部的村莊，隸屬利維夫州的桑比爾區。該村面積0.12平方公里，2001年該城鎮人口149，人口密度每平方公里128.01人。